# Verkehrsquiz
Das Verkehrsquiz ist ein Evaluationsinstrument zur Überprüfung von Standards in der Verkehrs-/Mobilitätserziehung der Sekundarstufe und wurde von der Bundesanstalt für Straßenwesen (BASt) in Auftrag gegeben. Dazu wurde ein Forschungsprojekt mit diesem Ziel durchgeführt.

## Das Forschungsprojekt
Mit Hilfe des Verkehrsquiz für die 6. und 9./10. Klasse und einem Fahrradparcours erhalten Lehrer eine Rückmeldung zum Leistungsstand ihrer Schüler im Bereich der Verkehrs- und Mobilitätserziehung. Auf der Basis der Ergebnisse kann dann „per Mausklick“ abgeleitet werden, welche Inhalte im kognitiven und im motorischen Bereich noch behandelt werden müssen, um einen Mindeststandard in Bezug auf die verschiedenen Themen der Verkehrs- und Mobilitätserziehung bei den Schülern zu gewährleisten.

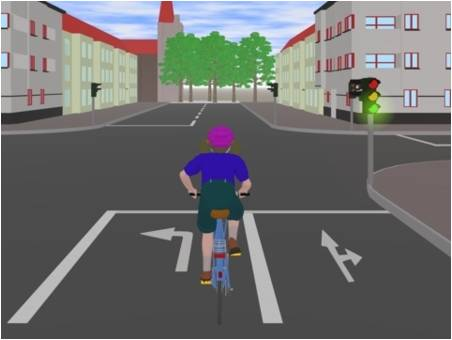
Schülerversion: Beispielaufgabe (Bild: Universität Bonn)

## Problem
Die Verkehrs- und Mobilitätserziehung an weiterführenden Schulen entspricht häufig nicht den Vorgaben der Empfehlung der Kultusministerkonferenz von 1994. Im Rahmen einer Arbeitsgruppe von Vertretern der BASt und der Kultusministerien wurden daher Evaluationsinstrumente entwickelt, mit deren Hilfe das Erreichen der vorgegebenen Ziele überprüft werden kann.

## Untersuchungsmethode und Inhalte
Durch die Arbeitsgruppe, in der alle für Verkehrs- und Mobilitätserziehung zuständigen Referenten der Kultusbehörden der Länder vertreten sind, wurden Leistungsstandards (Mindeststandards) für die Verkehrs- und Mobilitätserziehung erarbeitet. Hierzu wurden vom Zentrum für Evaluation und Methoden, Universität Bonn, Evaluationsinstrumente für die Verkehrs- und Mobilitätserziehung entwickelt. Eine Expertengruppe, der Vertreter der Kultusbehörden der Länder, sowie Wissenschaftler und Praktiker aus verschiedenen Fachgebieten angehörten, haben die Forschungsnehmer über die gesamte Laufzeit des Projektes beraten.
Für die inhaltliche Bearbeitung wurden die Leistungsstandards als Kompetenzen und Items beschrieben. Ziel war es, die Kompetenzen durch verschiedene Fragen so konkret zu formulieren, dass sie in einem Testverfahren gemessen werden können. Dabei wurden über 200 verschiedene Punkte erarbeitet, diskutiert, überprüft abgeändert oder für geeignet befunden. Mit einer Vielzahl von Testverfahren erfolgte die empirische Überprüfung der Instrumente: Mit qualitativen Verfahren wurde unter anderem erhoben, ob es Verständnisschwierigkeiten in Bezug auf die Formulierung von Fragen, Antworten und Arbeitsanweisungen gab. Mit Hilfe quantitativer Vortests wurde das angemessene Schwierigkeitsniveau der Fragen angepasst.
Weitere Untersuchungen prüften die Validität der Testinstrumente. Dabei wird ermittelt, ob ein Verfahren tatsächlich das misst, was intendiert ist oder ob andere Variablen wie Schulleistungen oder Computerkenntnisse erfasst werden. Es folgte die Prüfung der Reliabilität, also der Messgenauigkeit. Zudem wurde die Praxistauglichkeit im Schulalltag getestet.
Zeitgleich entwickelten die Forschungsnehmer für die Schüler der Jahrgangsstufe 6 auf empirischer Basis einen Fahrradparcours, anhand dessen Lehrer und Schüler eine Rückmeldung über den Leistungsstand in Bezug auf die wichtigsten motorischen Fertigkeiten des Fahrradfahrens erhalten. Der Parcours wurde so konzipiert, dass ein geringer materieller, zeitlicher und personeller Aufwand erforderlich ist. Die Schüler werden bei Aufbau und Durchführung einbezogen. Der Parcours wurde empirisch überprüft.

## Ergebnisse und Folgerungen
Insgesamt stehen mit dem Verkehrsquiz für die 6. und 9./10. Klasse sowie dem Fahrradparcours für Schüler und Lehrer ansprechende Instrumente zur Verfügung, die Einblicke in die Ausprägung der für eine sichere Teilnahme am Straßenverkehr erforderlichen Kompetenzen geben und Anhaltspunkte für die inhaltliche Ausrichtung der schulischen Verkehrs- und Mobilitätserziehung liefern.
Darüber hinaus besteht die Möglichkeit, die Daten der verschiedenen Klassen, Schulen und Länder für länder- und bundesweite Auswertungen zu sammeln, Stärken und Schwächen auf einem höheren Aggregationsniveau zu identifizieren und möglicherweise in einem weiteren Schritt im Sinne eines Input-Output-Vergleichs besonders effektive Maßnahmen der Verkehrserziehung und weitere relevante Rahmenbedingungen zu identifizieren. Welche Verwendung des Programms sich schließlich durchsetzen wird, liegt in der Hand der Länder.
Lehrer können das Programm bei den zuständigen Unfallversicherungsträgern erhalten.

## Zum Inhalt der CD

### Verkehrsquiz für 9./10. Klasse: Thema „Vorbereitung auf die Teilnahme am motorisierten Straßenverkehr“
Das Quiz für Klasse 6 enthält 43 Aufgaben, für Klasse 9/10 sind es 67. Neben der Beantwortung von Wissensfragen sind Beobachtungs- und Reaktionsaufgaben zu lösen. Das Quiz wurde abwechslungsreich gestaltet: Textfragen, Bild mit Fragen, Film mit Fragen, Film mit Beobachtungsaufgaben. Die Durchführung dauert etwa 35 Minuten. Die Bewertung erfolgt nach einem Punktesystem. Zum Abschluss kann man das gesamte Quiz nochmals durchgehen und prüfen, welche Fragen richtig beantwortet wurden und welche nicht. Bei falschen Antworten wird die richtige Lösung gezeigt.

### Lehrerversion
Die Lehrerversion bietet vielfältige Möglichkeiten. Ist ein Netzwerk in der Schule vorhanden, kann das Quiz zentral gestartet und beendet werden. Ist keines vorhanden, wir jeder PC einzeln betrieben. Die Ergebnisse der Schüler werden eingegeben, gesammelt und verwaltet. Für jeden Schüler kann eine Urkunde ausgedruckt werden.
Die Darstellung und Auswertung der Ergebnisse ist auf Schüler-, Klassen- oder auch Schulebene möglich. Lehrer erhalten auf diese Weise umfassend Auskunft über den derzeitigen Leistungsstand der Schüler und können den weiteren Unterricht darauf aufbauen.

### Fahrradparcours
Die motorischen Fertigkeiten der Schüler der Klasse 6 können durch einen Fahrradparcours erfasst werden. Der Parcours besteht aus sieben Stationen, die wesentliche Situationen des Straßenverkehrs repräsentieren: 1. Slalom, 2. Langsamfahrt, 3. Auf- und Absteigen, 4. Fahrt in einer schmalen Spur, 5. Linksabbiegen 6. Einhändige Acht fahren, 7. Anhalten zwischen zwei Linien. Der Aufbau kann den örtlichen Gegebenheiten angepasst werden. Es sind nur solche Materialien erforderlich, die an Schulen üblicherweise vorhanden sind.

### Zusätzliche Auswertungsmöglichkeiten
Schließlich besteht die Möglichkeit, die Ergebnisse von Verkehrsquiz und Fahrradparcours an einen externen Server der BASt zu senden. Hierdurch wird die Auswertung der anonymisierten Daten im Hinblick auf übergreifende Fragestellungen ermöglicht.